# 야니 (라트비아의 축제)

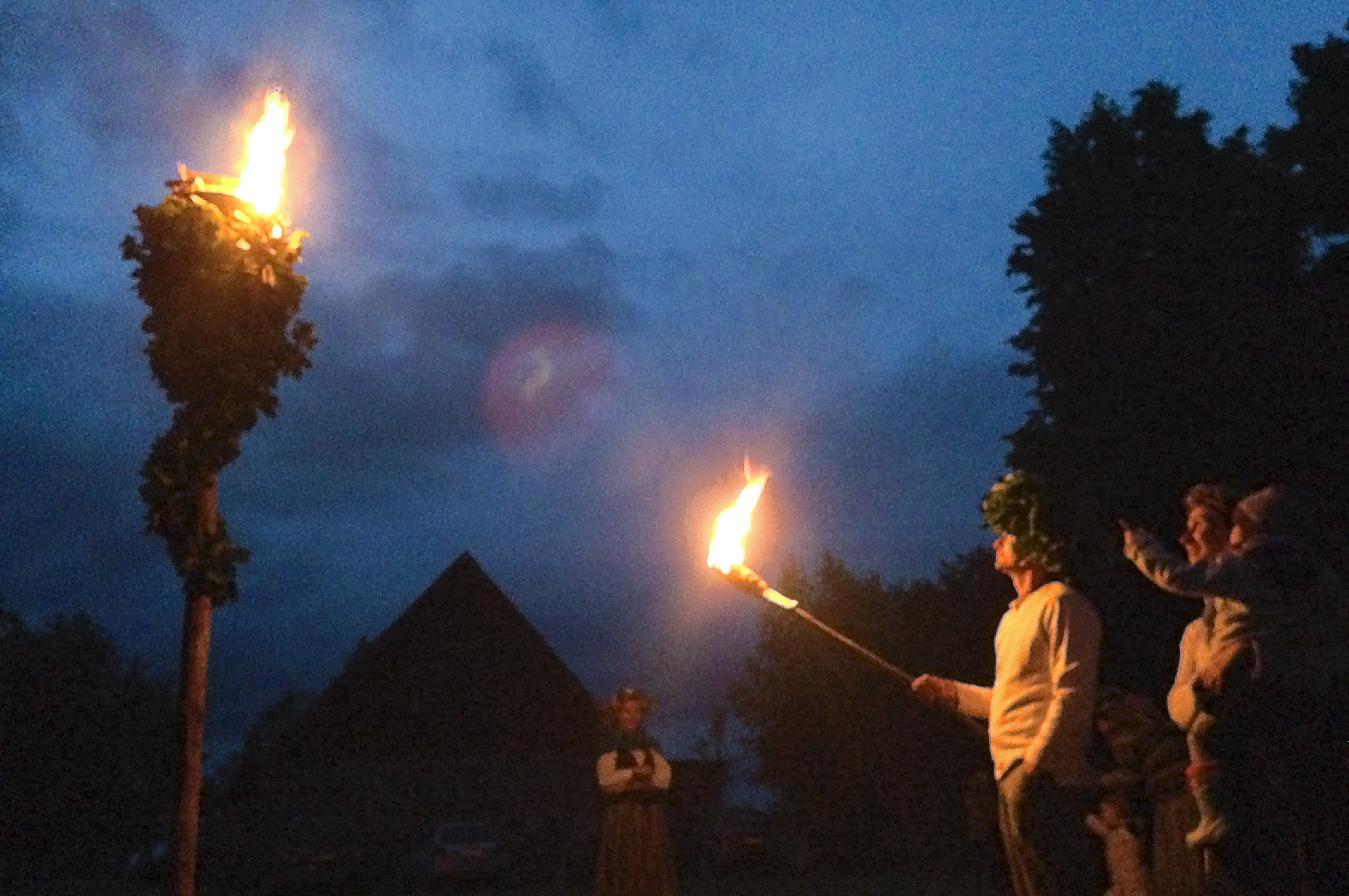

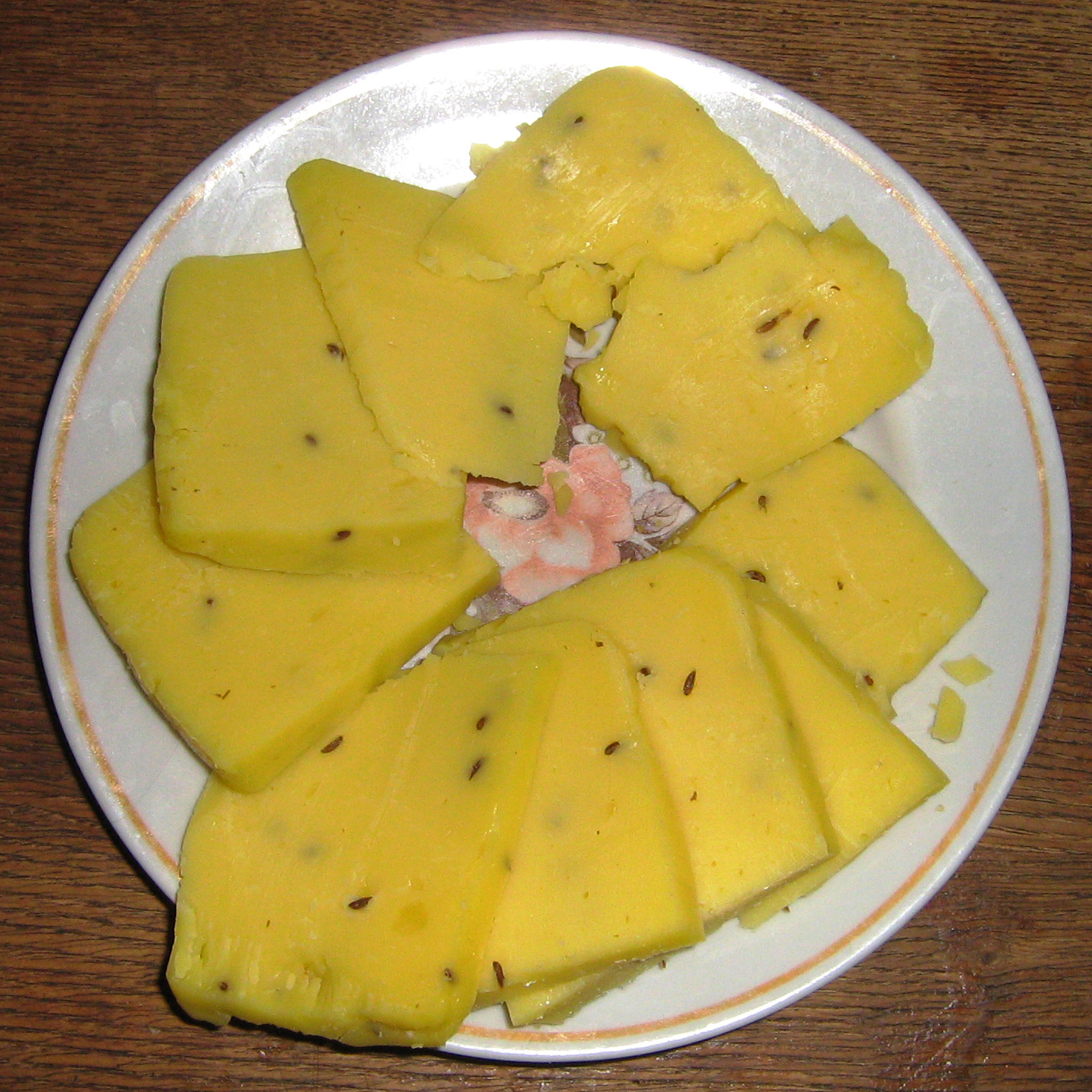
야니 치즈

야니(Jāņi)는 라트비아의 '하지축제'로서 6월 23일과 24일 즉, 일 년 중 밤이 가장 짧은 날에 치르는 국민 전체의 명절이다. 두 날 모두 공휴일이고 교외로 떠나서 이틀 동안을 보내는 것이 일반적이다. 하지 축제는 “Jāņi” 혹은 “Līgo”로 불린다. 전통적으로 하지 축제는 이교도의 신과 그의 아들 Jānis에 대한 존경을 표하는 행사였고 낮이 가장 길고 밤이 가장 짧은 6월 21일에 행사가 열리곤 했다. 즉, 원래 야니는 무신론자나 기독교를 믿지 않는 민족의 풍습이었다.
Jāņi는 자연의 힘이 가장 강력하고 물리적인 세계와 정신적인 세계 사이의 간격이 가장 좁아지는 시간을 의미한다. 사람들은 이날이 허브를 채집하기에 가장 적합한 날이라고 생각했고 이를 통해 신비한 마법의 힘을 얻을 수 있다고 믿었다.

## 역사
기독교로 개종하면서 세례자 요한을 기리는 날로 축제를 벌이게 되었다. 라트비아가 기독교화 되면서 하지 축제는 St. John day 전날인 6월 24일로 날짜가 바뀌었다. 1960년대 소련 시대에 그들은 하지 축제를 금지하였지만, 많은 라트비아인들은 이에 저항하고 하지 축제를 통해 그들의 정체성을 지켰다. 소련 시대부터 라트비아인들은 하지 축제를 “Līgo” 라고 불렀다.

## 전통
하지 축제날, 사람들은 들꽃과 참나무속 잎으로 화관을 만들어 쓰고 다같이 “Līgo” 노래를 부른다. 이날 Jānis 혹은 Līga라는 이름으로 인사를 하고 모닥불 주위에서 밤새 횃불을 들고 춤을 추고 치즈와 맥주를 마신다. 사람들은 모닥불 위를 뛰는 위험해보이는 행동을 하기도 하지만 라트비아인들은 하지날 모닥불 위를 뛰면 그들의 걱정거리가 사라진다고 생각하며 특히 연인들이 손을 잡고 같이 뛰면 영원히 사랑이 지속된다고 믿고있다.

## 비슷한 축제
라트비아가 하지를 기념하는 유일한 나라는 아니다. 에스토니아, 리투아니아, 스웨덴, 핀란드 등 주변 나라들 역시 하지를 기념한다. 하지만 하지 축제는 라트비아에서 가장 중요한 축제 중 하나이며 온 국민이 하지축제를 즐긴다.